# Дамаскус (Джорджія)
Дамаскус (англ. Damascus) — місто (англ. city) в США, в окрузі Ерлі штату Джорджія. Населення — 212 особи (2020).

## Географія
Дамаскус розташований за координатами 31°17′55″ пн. ш. 84°43′2″ зх. д. / 31.29861° пн. ш. 84.71722° зх. д. (31.298515, -84.717195).  За даними Бюро перепису населення США в 2010 році місто мало площу 4,58 км², з яких 4,56 км² — суходіл та 0,02 км² — водойми.

## Демографія
Згідно з переписом 2010 року, у місті мешкали 254 особи в 99 домогосподарствах у складі 60 родин. Густота населення становила 55 осіб/км².  Було 118 помешкань (26/км²).
Расовий склад населення:
| - 63,8 % — чорних або афроамериканців - 32,3 % — білих - 2,4 % — азіатів |

До двох чи більше рас належало 1,2 %. Частка іспаномовних становила 0,4 % від усіх жителів.
За віковим діапазоном населення розподілялося таким чином: 26,4 % — особи молодші 18 років, 57,9 % — особи у віці 18—64 років, 15,7 % — особи у віці 65 років та старші. Медіана віку мешканця становила 40,3 року. На 100 осіб жіночої статі у місті припадало 95,4 чоловіків;  на 100 жінок у віці від 18 років та старших — 83,3 чоловіків також старших 18 років.
Середній дохід на одне домашнє господарство  становив 36 914 долари США (медіана — 20 179), а середній дохід на одну сім'ю — 43 168 доларів (медіана — 33 438). Медіана доходів становила 38 929 доларів для чоловіків та 28 125 доларів для жінок. За межею бідності перебувало 31,9 % осіб, у тому числі 42,3 % дітей у віці до 18 років та 18,9 % осіб у віці 65 років та старших.
Цивільне працевлаштоване населення становило 95 осіб. Основні галузі зайнятості: виробництво — 25,3 %, освіта, охорона здоров'я та соціальна допомога — 22,1 %, будівництво — 17,9 %.